# Nikolai Oad
Nikolai Oad, född 14 december 1918 på ön Kihnu, Pärnumaa, Estland, död 20 april 1992 i Örebro, var en svensk inredningsarkitekt SIR, målare, tecknare och grafiker.
Oad utbildade sig till inredningsarkitekt vid Slöjdföreningens skola i Göteborg 1953–1957. Han studerade arbetsmiljöplanering för arkitekter 1973, och företog därefter studieresor till Italien, Tyskland, Nederländerna, England, Finland, Schweiz och Frankrike. 
Separata utställningar i Borås 1956, Örebro 1975 och 1977, Biarritz, Frankrike 1977 och Paris 1978. 
Samlingsutställningar på Göteborgs konsthall 1958, Borås konstmuseum 1958, Liljevalchs konsthall, Stockholm 1963, 1964, 1965 och 1967, och Örebro läns museum 1964, 1965, 1967, 1969, 1970 och 1974. 
Oad är representerad vid Örebro läns landsting och Örebro kommun.